# Belvedere Estate
El Belvedere Estate es un complejo de edificios formado por la Belvedere House y los alrededor de 120,000m² de terreno que la rodean, y en la que actualmente se encuentra la Biblioteca Nacional de la India. El complejo está ubicado en los Alipore Zoological Gardens de Calcuta. Belvedere House fue la sede oficial del virreinato inglés en la India, hasta de la Casa del Gobernador fue construida en 1854. En ese año, el Teniente Gobernador de Bengala sentó su residencia en el edificio, aunque no de manera oficial. No fue hasta 1912, año en el que la capital se trasladó de Calcuta de Delhi, cuando el puesto de Teniente Gobernador fue ascendido a Gobernador y pasó a ocupar oficialmente la Belvedere House.
Aunque no hay datos concretos, se cree que la Belvedere House fue construida a finales de la década de 1760. Cuando en 1760 Mir Jafar Ali Khan, Nawab de la provincia de Bengala, fue obligado por la Compañía Británica de las Indias Orientales a ceder su trono a Qasim Khan, se trasladó a Calcuta donde se cree que tenía una casa de campo, y se estableció allí. Se cree que estando en la ciudad construyó varios edificios alrededor de su casa de campo, regalando Belvedere House finalmente a Warren Hastings.
Después de la Batalla de Buxar, en 1764, Hastings abandonó la India volviendo a Inglaterra. Dos gobernadores, Verelst y Cartier, ocuparon el Belvedere durante ese periodo. En 1772, Hastings volvió a Calcuta como Gobernador, volviendo a ocupar el Belvedere. No se conoce mucho sobre este periodo del edificio, pero se cree que finalmente Hastings vendió Belvedere House a un oficial, el Comandante Tolly, alrededor de 1780 por un precio de 60000 rupias. Tolly murió en 1784 y su familia volvió a vender la propiedad en 1802.
De 1854 a 1911, Belvedere House fue la residencia de los Tenientes Gobernadores del estado de Bengala, hasta que la capital del Imperio en la India se trasladó a Delhi.
- Datos: Q2887571
- Multimedia: Belvedere Estate / Q2887571